# Плезант Хил (Тексас)
Плезант Хил (енгл. Pleasant Hill) насељено је место без административног статуса у америчкој савезној држави Тексас.

## Демографија
По попису из 2010. године број становника је 522.
| Група             | 2000.    | 2010.       |
| Белци             | 0 (0,0%) | 200 (38,3%) |
| Афроамериканци    | 0 (0,0%) | 26 (5,0%)   |
| Азијати           | 0 (0,0%) | 3 (0,6%)    |
| Хиспаноамериканци | 0 (0,0%) | 289 (55,4%) |
| Укупно            | 0        | 522         |